# 쌍 제트 성운
M2-9 성운,Twin Jet Nebula(민코프스키 2-9, 민코프스키의 나비, 나비 성운의 날개, 나비 성운, 쌍 제트 성운, 양극 성운)은 뱀주인자리 방향으로 약 2,100 광년 떨어져 있는 행성상 성운이다. M2-9은 나비의 날개 모양처럼 생겨서 나비 성운 또는 나비 성운의 날개라고 불리기도 한다. 별칭 중 쌍제트 성운은 천문학자들이 볼 때 양 날개모양 구조의 정체는 각각 별로부터 뿜어져 나오는 제트라고 판단하여 붙인 이름이다. 1947년에 루돌프 민코프스키가 발견하였다. 중심별은 쌍성으로 각각 한 개의 행성상 성운을 형성하였다. 1990년대에 허블 우주 망원경이 M2-9를 보다 선명하게 찍었다.
중심부 쌍성 구성원 중 주인별은 상당량의 질량을 우주로 방출한 뒤 백색 왜성으로 쭈그러들고 있다. 주인별은 주계열이었을 시절 태양 비슷한 별이었을 것으로 추정된다. 주인별보다 질량이 작은 짝별은 주인별에 매우 가까이 붙어 있어 한때 주인별의 팽창하는 대기에 둘러싸였고 상호작용 결과 성운 구조가 형성된 것으로 보인다. 이 구조는 얇으면서 밀도가 높은데 천문학자들의 이론에 따르면 쌍성 구성원 중 한 쪽이 다른 쪽의 대기를 잡아당기면서 생겨난 것이라고 한다.

## 참고 문헌
1. ↑  Lykou, F.; Chesneau, O.; Zijlstra, A. A.; Castro-Carrizo, A.;  외. (2011년 2월 3일). “A disc inside the bipolar planetary nebula M2-9”. 《Astronomy & Astrophysics》 (EDP Sciences) 527 (A105). arXiv:1011.5671. Bibcode:2011A&A...527A.105L. doi:10.1051/0004-6361/200913845. 2015년 12월 18일에 확인함.